# Mathilde Rivière
Pour les articles homonymes, voir Rivière (homonymie).
Mathilde Hélène Rivière est une lutteuse française née le 18 décembre 1989 à Dreux.

## Biographie
Fille d'un entraineur en lutte, elle débute ce sport assez tardivement (vers 14-15 ans) dans le club de son père, en compagnie de sa sœur jumelle. Elle monte petit à petit dans les championnats, terminant deuxième de plusieurs  championnats de France junior et troisième aux championnats d'Europe junior de 2008. Elle ne fait pas d'études de sportive de haut niveau et s'entraine en parallèle de ses études puis de son travail d'agente hospitalière, qu'elle débute en 2010.
Après avoir terminée deuxième aux championnats de France senior, elle peut se consacrer à temps plein au sport à partir de 2015, dans le cadre d'une convention d’athlète de haut niveau. Championne de France en 2016 et 2017 dans la catégorie des moins de 55 kg, elle obtient en 2017 la médaille de bronze aux Championnats d'Europe de lutte 2017 de Novi Sad. Elle remporte une troisième médaille d'or aux championnats de France en 2019.
Blessée au dos en 2020, elle ne peut plus participer à des compétitions internationales pendant un an. Elle revient à la compétition lors du Championnat d'Europe 2021 et termine cinquième, puis réussit à se qualifier lors de la dernière série pour les Jeux olympiques de Tokyo, seule représentante de l'équipe française sélectionnée avec Koumba Larroque.

## Palmarès
- Championnats d'Europe
  -  Médaille de bronze dans la catégorie des moins de 55 kg en 2017 à Novi Sad.
- Championnat de France :
  -  en 2016, 2017 et 2019.
  -  en 2014 et 2015.
- Championnat de France (junior) :
  -  en 2007 et 2009.